# Ulica Stary Port w Bydgoszczy
Ulica Stary Port – ulica na terenie Starego Miasta w Bydgoszczy, położona na nabrzeżu Brdy.

## Położenie
Ulica biegnie wzdłuż północnego nabrzeża Brdy od skrzyżowania z ulicą Bernardyńską do mostu Jerzego Sulimy-Kamińskiego. Po drodze dochodzą do niej od północy ulice:
- Franciszka Ksawerego Druckiego-Lubeckiego,
- Pocztowa.

Z ulicą sąsiaduje bulwar nad Brdą, w 2009 r. nazwany Bulwarem Zbigniewa Urbanyiego.

## Historia
Ulica powstała na śladzie dawnej drogi prowadzącej wzdłuż Starego Portu w Bydgoszczy. Droga ta istniała już w okresie staropolskim. Na nabrzeżu Brdy składowano towary i zbijano tratwy. Na szczegółowym planie zabudowy miasta, sporządzonym przez pruskiego geometrę Gretha w 1774 r., widnieje zespół spichlerzy zlokalizowany wzdłuż ulicy. W końcu XVIII wieku w miejscu dzisiejszej Poczty Głównej zbudowano zespół koszar dla pruskiego garnizonu. Na planie miasta z 1809 r. widnieje zespół budynków w północnej pierzei ulicy, zaś od ul. Franciszka Ksawerego Druckiego-Lubeckiego rozciągały się ogrody i pola uprawne folwarku Grodztwo.
W połowie XIX wieku istniała już północna pierzeja kamienic oraz nowo wzniesiony spichlerz zbożowy. Intensyfikacja zabudowy przypada na koniec XIX wieku. Przy ulicy wzniesiono wówczas okazały zespół budynków pocztowych (1883–1885) oraz kamienicę narożną z Placem Teatralnym (1894). Szerokie nabrzeże było wykorzystywane do wyładunku i załadunku towarów z barek podążających drogą wodną Wisła-Odra.
W latach 1976–1978 i 1986–1987 nabrzeże Brdy sąsiadujące z ulicą zostało przebudowane i zmodernizowane na ciąg spacerowo-wypoczynkowy. W 1989 r. w pobliżu bulwaru ustawiono rzeźbę Trzy Gracje.
W latach 1980–1981 pod nr 5 mieścił się Międzyzakładowy Komitet Założycielski, a następnie Zarząd Regionu Bydgoskiego NSZZ „Solidarność”. Pierwsza bydgoska siedziba związku została splądrowana przez Służbę Bezpieczeństwa 13 grudnia 1981 r. i zamknięta. W marcu 2005 r. umieszczono tu tablicę z mottem „Solidarności”: „Prawda, Godność, Sprawiedliwość”.

### Nazwy
Ulica nosiła następujące nazwy:
- 1855-1909 – Kasernenstraße
- 1909-1920 – Hermann Frankestraße
- 1920-1939 – Hermana Frankego
- 1939-1945 – Hermann Frankestraße
- 1945-1956 – Wyzwolenia
- 1956-1990 – Juliana Marchlewskiego
- od 1990 – Stary Port

Nazwa ulicy w I połowie XX wieku nawiązywała do przemysłowca, Honorowego Obywatela Bydgoszczy – Hermana Franke, zaś w okresie PRL – do działacza socjalistycznego Juliana Marchlewskiego.

## Zabudowa
Północną pierzeję ulicy Stary Port stanowią kamienice czynszowe wzniesione w II połowie XIX wieku, spichlerz szachulcowy oraz dwa duże kompleksy zabudowań:
- Poczta Główna,
- oddział Narodowego Banku Polskiego.

Od tych kompleksów wzięły nazwy uliczki dochodzące do Starego Portu od strony ul. Jagiellońskiej.
Obecnie ulica Stary Port wraz z bulwarem im. Zbigniewa Urbanyiego stanowi reprezentacyjną część Bydgoskiego Węzła Wodnego.
Spacerując tu, zwłaszcza po zmroku można poczuć klimat Bydgoszczy jako miasta ściśle związanego z rzeką. Podświetlone zabytki: pałacyk Lloyda, spichlerze, „nowe spichrze”, gmach Poczty odbijają się w wodzie, a na rzece obserwować można barki z kawiarniami.
W 2019 r. pod nr 15 przystąpiono do realizacji 6-kondygnacyjnego apartamentowca (termin realizacji: grudzień 2019).

### Niektóre budynki
| Nr | Adres          | Lata budowy | Styl architektoniczny | Wpisany do rej. zabytków | Uwagi | Zdjęcie |
| -- | -------------- | ----------- | --------------------- | ------------------------ | --- | ------- |
| 1. | Stary Port 1-3 | 1893-1905   | neobarok              | T                        | Kamienica narożna z Placem Teatralnym (2) zbudowana według projektu Józefa Święcickiego dla spadkobierców kupca Juliusza Rosenthala z przeznaczeniem na dom towarowy „Hohenzollern” i mieszkania. Budynek ukończony w 1894 r. posiadał neobarokowy wystrój oraz laskę Hermesa w dekoracji. W 1910 roku rozebrano północną część kamienicy i w jej miejscu wybudowano nową, modernistyczną kamienicę projektu Fritza Weidnera. W latach 30. XX w. rozebrano szczyty i usunięto dekoracje umieszczone ponad gzymsem koronującym. |         |
| 2. | Poczta Główna  | 1883-1899   | neogotyk              | T                        | Budynek mieścił wyższą dyrekcję poczt oraz urząd celny, a w końcu XIX wieku naddyrekcję poczt dla rejencji bydgoskiej i części kwidzyńskiej. Przeznaczenie gmachu nie zmieniło się do czasów obecnych. Budynek został wzniesiony w dwóch fazach. Gmach od strony ul. Stary Port powstał w latach 1883–1885, a od strony ul. Jagiellońskiej w latach 1896–1899. |         |
| 3. | Stary Port 13  | 1830-1840   | szachulec             | T                        | Dawny spichlerz zbożowy. W latach 90. XX w. został zaadaptowany na restaurację „Stary Port”. Obecnie jest użytkowany przez instytucje komercyjne. Wnętrze parteru jest ukształtowane przez dwa rzędy słupów. |         |